# Lisa Geliusová
Lisa Geliusová (23. července 1909 –14. ledna 2006) byla německá atletka, mistryně Evropy v hodu oštěpem z roku 1938.
V roce 1938 se stala první mistryní Evropy v hodu oštěpem, na šampionátu ve Vídni zároveň vybojovala stříbrnou medaili v běhu na 80 metrů překážek. Ze stejného roku pochází její osobní rekord v hodu oštěpem – 45,74 m. Sportovní kariéru ukončila v roce 1950.